# E-segment

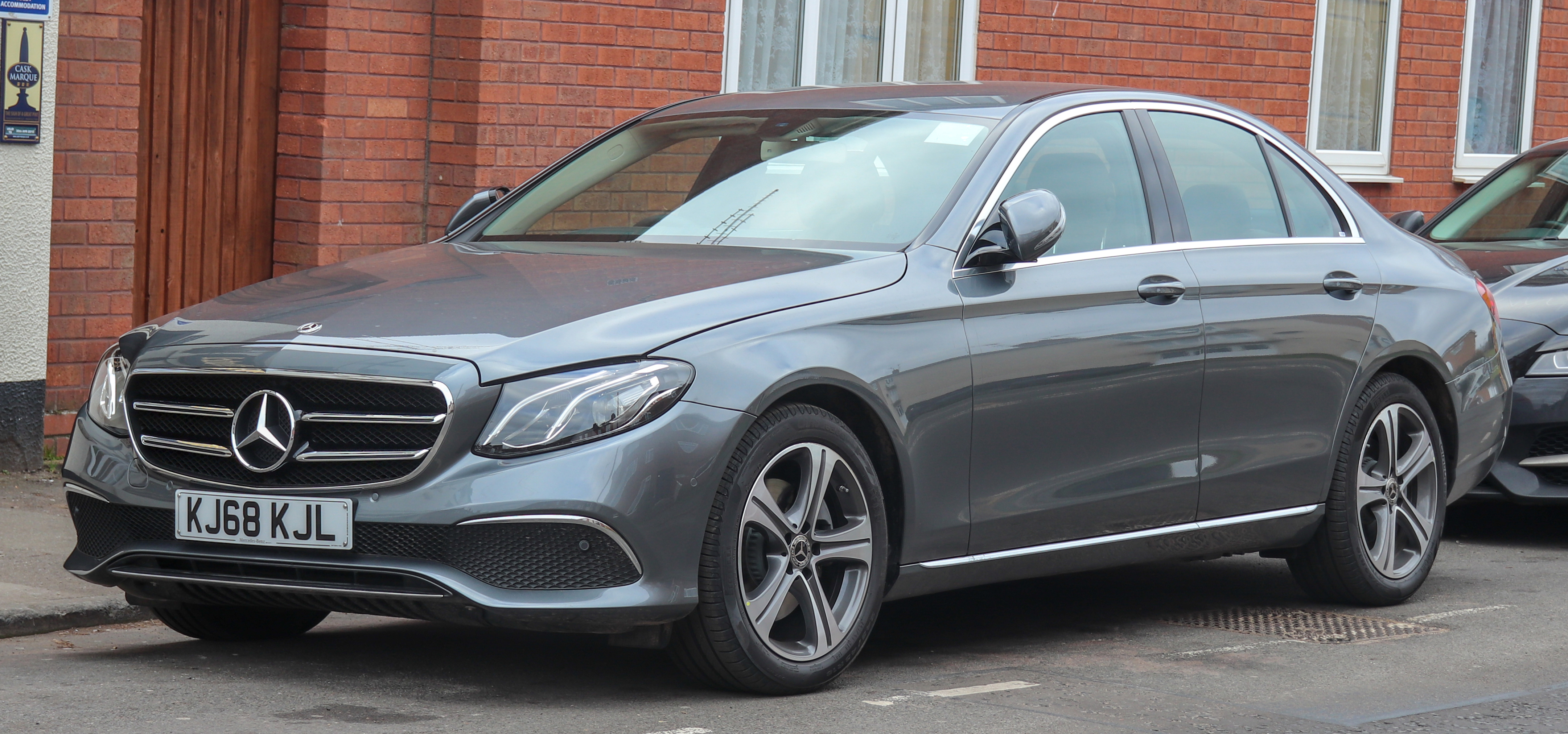
Mercedes-Benz E-klass är den bäst säljande modellen i segmentet.

E-segment (även exklusivare storbil) är en fordonsklassificering definierad av Europeiska kommissionen som den femte segmentet inom europeisk fordonsklassificering efter D-segmentet och före F-segmentet.